# Arno Kamminga
Arno Kamminga (Katwijk, 22 de octubre de 1995) es un deportista neerlandés que compite en natación, especialista en el estilo braza.
Participó en los Juegos Olímpicos de Tokio 2020, obteniendo dos medallas de plata, en las pruebas de 100 m braza y 200 m braza.
Ganó cuatro medallas en el Campeonato Mundial de Natación entre los años 2022 y 2024, y dos medallas en el Campeonato Mundial de Natación en Piscina Corta de 2021.
Además, obtuvo cuatro medallas en el Campeonato Europeo de Natación, en los años 2021 y 2022, y diez medallas en el Campeonato Europeo de Natación en Piscina Corta entre los años 2019 y 2023.

## Palmarés internacional
| Juegos Olímpicos                    | Juegos Olímpicos      | Juegos Olímpicos  | Juegos Olímpicos        |
| Año                                 | Lugar                 | Medalla           | Prueba                  |
| ----------------------------------- | --------------------- | ----------------- | ----------------------- |
| 2020                                | Tokio (Japón)         | Medalla de plata  | 100 m braza             |
| 2020                                | Tokio (Japón)         | Medalla de plata  | 200 m braza             |
| Campeonato Mundial                  |                       |                   |                         |
| Año                                 | Lugar                 | Medalla           | Prueba                  |
| 2022                                | Budapest (Hungría)    | Medalla de plata  | 100 m braza             |
| 2022                                | Budapest (Hungría)    | Medalla de bronce | 4 × 100 m estilos mixto |
| 2023                                | Fukuoka (Japón)       | Medalla de plata  | 100 m braza             |
| 2024                                | Doha (Catar)          | Medalla de plata  | 4 × 100 m estilos       |
| Campeonato Mundial en Piscina Corta |                       |                   |                         |
| Año                                 | Lugar                 | Medalla           | Prueba                  |
| 2021                                | Abu Dabi (EAU)        | Medalla de oro    | 4 × 50 m estilos mixto  |
| 2021                                | Abu Dabi (EAU)        | Medalla de plata  | 200 m braza             |
| Campeonato Europeo                  |                       |                   |                         |
| Año                                 | Lugar                 | Medalla           | Prueba                  |
| 2021                                | Budapest (Hungría)    | Medalla de plata  | 100 m braza             |
| 2021                                | Budapest (Hungría)    | Medalla de plata  | 200 m braza             |
| 2021                                | Budapest (Hungría)    | Medalla de plata  | 4 × 100 m estilos mixto |
| 2022                                | Roma (Italia)         | Medalla de oro    | 4 × 100 m estilos mixto |
| Campeonato Europeo en Piscina Corta |                       |                   |                         |
| Año                                 | Lugar                 | Medalla           | Prueba                  |
| 2019                                | Glasgow (Reino Unido) | Medalla de oro    | 100 m braza             |
| 2019                                | Glasgow (Reino Unido) | Medalla de oro    | 200 m braza             |
| 2019                                | Glasgow (Reino Unido) | Medalla de plata  | 4 × 50 m estilos mixto  |
| 2019                                | Glasgow (Reino Unido) | Medalla de bronce | 50 m braza              |
| 2021                                | Kazán (Rusia)         | Medalla de oro    | 4 × 50 m estilos mixto  |
| 2021                                | Kazán (Rusia)         | Medalla de plata  | 200 m braza             |
| 2021                                | Kazán (Rusia)         | Medalla de bronce | 100 m braza             |
| 2021                                | Kazán (Rusia)         | Medalla de bronce | 4 × 50 m estilos        |
| 2023                                | Otopeni (Rumania)     | Medalla de oro    | 100 m braza             |
| 2023                                | Otopeni (Rumania)     | Medalla de bronce | 200 m braza             |